# SS Clan Fraser
«Клан Фрейзер» (англ. SS Clan Fraser) — британский грузовой пароход. Служил в годы Второй мировой войны. Потоплен немецкой авиацией в результате бомбёжки порта Пирей, Греция, 6 апреля 1941 года.

## Строительство
Clan Fraser был одним из пароходов компании «Clan Line» и принадлежал серии пароходов типа «Cameron», вместимостью в 7529 регистровых тонн (БРТ) и 3524 НРТ.
Построен на верфи Greenock & Grangemouth Dockyard Co Ltd, Гринок, под строительным номером 435.
Спущен на воду 20 декабря 1938 года.
Строительство завершено в феврале 1939 года.
Судно было зарегистрировано и приписано к Глазго.
Получило Позывной сигнал  GPPY и британский номер 165960.
Clan Fraser имел 5 котлов общей площадью нагрева в 1652 м².
Пар давлением в 220 фунтов на квадратный дюйм подавался на пару трёхцилиндровых паровых машин тройного расширения.
На судне были также установлены две паровые утилизационные турбины низкого давления.
Все машины были изготовлены фирмой J.G. Kincaid & Co of Greenock.
Суммарная номинальная мощность (NHP) машинной установки достигала 1043 л. с.

## Служба в годы войны
Clan Fraser в первый год Второй мировой войны совершал рейсы без сопровождения.
Судно работало между индийским субконтинентом, южной Африкой, Австралией, Британией и Средиземным морем, не входя в конвои, до 5 сентября 1940 года, когда судно перевозило генеральный груз из Ферт-оф-Клайда в город Метил в округе Файф в составе конвоя WN 13.
В конце сентября пароход вернулся из Метила в Клайд с конвоем OB 222.
Clan Fraser был одним из трёх быстроходных торговых судов, принявших участие в «Операции Коллар» (Operation Collar), конвое, который снабжал Мальту и Александрию. Попытка итальянских сил перехватить суда конвоя привела к бою у мыса Спартивенто, после которого Clan Fraser и однотипный SS «Clan Forbes» продолжили свой рейс на Мальту.
Clan Fraser и Clan Forbes вернулись в Гибралтар, в составе конвоя MG 1 и Fraser затем продолжил свой рейс в Клайд, с сопровождением эсминца
Судно вновь начало совершать рейсы без сопровождения, сначала в Южную Африку, а затем, через Индийский океан в Аден.
Здесь судно присоединилось к конвою BN 21 в Суэц, перевозя груз снабжения
Судно прошло через Суэцкий канал.

## Гибель судна

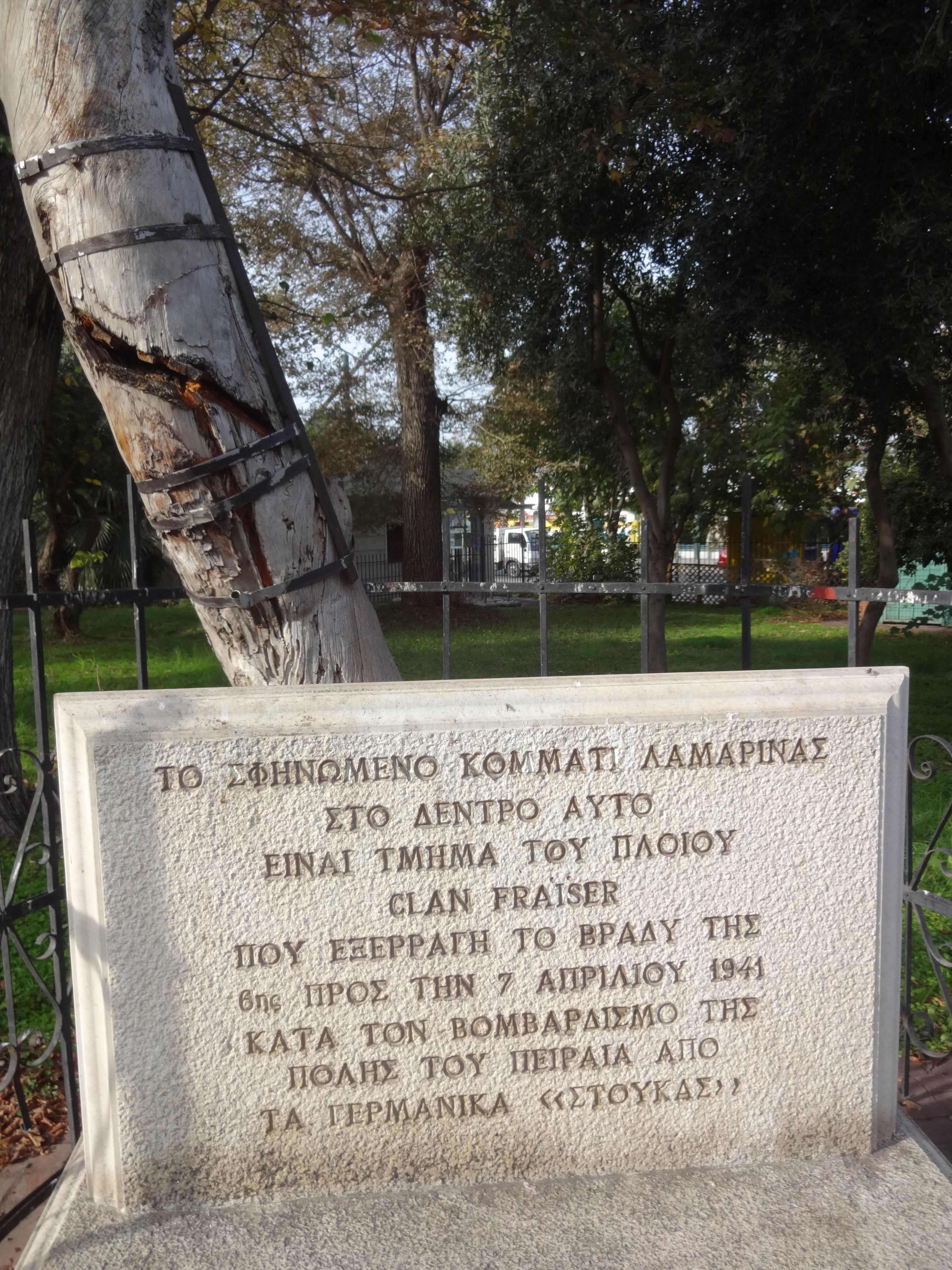
Кусок обшивки взорвавшегося SS Clan Fraser, вклинившегося с большой дистанции в дерево у сквера у церкви Св. Спиридона

В октябре 1940 года итальянская армия вторглась в Грецию. К удивлению врагов и друзей, греческая армия отразила итальянское вторжение и перенесла военные действия на территорию Албании. Это была первая победа стран антифашистской коалиции против сил Оси.
Итальянское весеннее наступление 1941 года стало последней попыткой итальянцев переломить ход войны. Наступление было отбито греческой армией. Вырисовывалась вероятность полной греческой победы, но также и вероятность того, что гитлеровская Германия придёт на спасение своего незадачливого союзника.
В ожидании немецкого вторжения и после соглашения греческого и британского правительства, в Грецию прибыл небольшой британский корпус. Корпус не принимал участия в боях и занял вторую линию обороны, севернее Олимпа.
В Порт-Саиде, «Clan Fraser», перевозя груз боеприпасов, присоединилось к конвою ANF 24, с которым прибыло в Пирей Греции 4 апреля.
6 апреля 1941 года германские войска вторглись в Грецию из союзной немцам Болгарии.
Бомбардировщики Люфтваффе, ведомые Хансом Иоакимом 'Хайо' Херманном, атаковали порт Пирея.
Clan Fraser ещё оставался в порту, выгружая оружие и 200 тонн тринитротолуола.
В 03:15 судно было поражено бомбой и разрушено после взрыва груза ТНТ.
Судно затонуло в порту. При этом погибли 6 членов экипажа и 9 были ранены.
Капитан судна, Дж. Г. Джайлз, был среди оставшихся в живых.
Ударная волна от взрыва была ощутима на расстоянии 9 км в центре Афин, и даже в северном пригороде Психикон, где были разбиты стёкла окон.
Белый горячий пепел вызвал взрыв тринитротолуола на других близлежащих судах, предав их и здания на берегу огню.
К утру большие районы порта были сильно разрушены.
После войны муниципалитет Пирея установил мраморную плиту в память парохода в сквере у церкви Св. Спиридона, у дерева, в которое с большой дистанции вклинился осколок обшивки взорвавшегося парохода.